# Amelia Rose Blaire
Amelia Rose Blaire (New York, 20 november 1987) is een Amerikaans actrice.

## Biografie
Blaire werd geboren in New York en groeide op in Los Angeles. Zij begon op vijftienjarige leeftijd met acteerlessen aan The Sanford Meisner Center in Los Angeles. Nadat zij een zomercursus in Shakespeare doorliep aan The British American Drama Academy in Londen ging zij terug naar Amerika om samen te gaan werken met actrice Lindsay Crouse. Crouse stuurde haar naar The Atlantic theater Company in New York waar zij voor twee jaar op de conservatorium studeerde. Na het behalen van haar diploma ging zij verder studeren aan de LA Program of Master Classes in Los Angeles, hier heeft zij gestudeerd met onder anderen David Mamet, Felicity Huffman en Clark Gregg.
Blaire begon in 2002 met acteren in de televisieserie Strong Medicine, waarna zij nog meerdere rollen speelde in televisieseries en films. Zij is vooral bekend van haar rol als Willa Burrell in de televisieserie True Blood waar zij al in 18 afleveringen speelde (2013-2014).

## Filmografie

### Films
Uitgezonderd korte films.
- 2017 Angels in Stardust - als Loretta
- 2015 Caught - als Paige
- 2015 Jesse Stone: Lost in Paradise - als Amelia 'Charlotte' Hope
- 2014 Angels in Stardust – als Loretta
- 2012 Commencement – als ??

### Televisieseries
Uitgezonderd eenmalige gastoptredens.
- 2019-2021 Vampire: The Masquerade: L.A. By Night - als Suzanne - 5 afl.
- 2015-2016 Scream - als Piper Shaw - 12 afl.
- 2013-2014 True Blood – als Willa Burrell – 19 afl.
- 2010 90210 – als Laura Mathison – 4 afl.

### Computerspellen
- 2024 Stray Gods: Orpheus - als stem
- 2023 Starfield - als Elizabeth Cardwell / Sophie Jex
- 2020 Cyberpunk 2077 - als Theo
- 2018 Detroit: Become Human - als Traci
- 2016 Quantum Break - als Amy Ferraro

- Library of Congress Control Number: no2015156353
- MusicBrainz: 5f9685b9-7096-4c3d-a778-36fa187a19dc
- Virtual International Authority File: 183145003302461301133
- WorldCat: E39PBJqFPg7t6hkXdptYq3YF8C